# Jan Janusz Kościelecki (zm. 1545)
Jan Janusz Kościelecki herbu Ogończyk (ur. 1490, zm. 1545 r.) – kasztelan kowalski od 1514 r., starosta tucholski od 1518 r., kasztelan inowrocławski od 1523 r., kasztelan łęczycki od 1526 r., starosta nakielski od 1532 r., starosta człuchowski od 1535 r., starosta bydgoski od 1535 r., kasztelan kaliski od 1535 r., wojewoda inowrocławski od 1538 r., wojewoda brzesko-kujawski od 1540 r., wojewoda łęczycki od 1542 r, starosta czarneński.

## Życiorys
Urodził się około 1490 r. w Kościelcu na Kujawach – gnieździe rodowym Kościeleckich. Był jedynym synem Stanisława - wojewody poznańskiego i Oporowskiej. 
Wywodząc się z możnego i znanego rodu, miał ułatwioną karierę. 5 października 1514 r. został mianowany kasztelanem kowalskim. W 1517 r. wystąpił w Wilnie jako świadek traktatu pokojowego z Wołoszczyzną. Od 1518 r. zarządzał starostwem tucholskim, które wziął od ojca w administrację. Podczas ostatniej wojny polsko-krzyżackiej otrzymał list przypowiedni na sto koni. W 1523 r. był już kasztelanem inowrocławskim, a w 1526 r. łęczyckim. W tym roku został odnotowany w Gdańsku jako świadek dokumentu nadającego w lenno Bytów i Lębork.  Poseł województw poznańskiego i kaliskiego na sejm 1529 roku. W 1529 r. posłował od sejmu walnego warszawskiego do króla na Litwę.
W 1530 r. był obecny na koronacji króla Zygmunta Augusta jako jeden z senatorów. W kolejnych latach uzyskał kolejne urzędy: w 1532 starostwo nakielskie, a w 1535 r. – człuchowskie. 
Od wiosny 1535 r. zabiegał u króla o uzyskanie chociaż części urzędów ojcowskich. Popierany przez biskupa Piotra Tomickiego otrzymał kasztelanię kaliską, a w roku następnym starostwo tucholskie, którym administrował od wielu lat. Z chwilą śmierci ojca w 1535 r. dodał do swych godności także starostwo bydgoskie. 
Począwszy od 1538 r. rozpoczął karierę jako wojewoda, początkowo inowrocławski, od 28 czerwca 1540 r. brzesko-kujawski, a od 1542 r. łęczycki. 
Zmarł przed 27 grudnia 1545 r. Miejsce jego pochówku nie jest znane.

## Rodzina
Jan Janusz Kościelecki był żonaty dwa razy. Pierwszą małżonką była Katarzyna Pampowska (zw. małżeński przed 1513 r.) z którą miał trzech synów: Andrzeja, późniejszego wojewodę poznańskiego, Stanisława, zmarłego za życia ojca i Janusza, późniejszego wojewodę sieradzkiego i starostę generalnego wielkopolskiego oraz córkę Barbarę, zamężną ze Stefanem Grudzińskim, chorążym kaliskim; 
Drugi raz ożenił się z Katarzyną ze Słupów Kcyńską (zw. małżeński przed 1534 r.), z którą miał dwóch synów: Łukasza, późniejszego biskupa poznańskiego, Stanisława, późniejszego kasztelana bydgoskiego oraz córki Annę, zamężną z Janem Kamienieckim, synem wojewody podolskiego i Elżbietę zamężną najpierw z Potockim, potem z Sebastianem Żórawińskim, kasztelanem haliskim.

## Starosta bydgoski
Jana Janusza Kościeleckiego łączyły, podobnie jak i jego poprzedników z rodu Kościeleckich, liczne interesy z patrycjatem bydgoskim. W 1520 r. wydzierżawił wieś Wojnowo Marcinowi Wojnowskiemu, rajcy miejskiemu. 20 marca 1538 r. dzięki protekcji Kościeleckiego, bydgoscy zdunowie (garncarze) uzyskali potwierdzenie swego statutu cechowego.